# Kościół Nawiedzenia Najświętszej Maryi Panny w Ciechanowie
Kościół Nawiedzenia Najświętszej Maryi Panny w Ciechanowie – rzymskokatolicki kościół parafialny należący do dekanatu ciechanowskiego wschodniego diecezji płockiej.
Drewniany kościół i klasztor został ufundowany w tym miejscu przez księcia Siemowita III i jego żonę Eufemię opawską około 1358 r., dla sprowadzonych do Ciechanowa ojców Augustianów. W I poł. XVI w. drewniany kościół został zastąpiony murowanym, późnogotyckim jednonawowym z dwiema kaplicami bocznymi. Forma kościoła była pochodną wzorców krzyżackich a sklepienie w zakrystii świadczy o tradycjonalizmie warsztatowym. 
Kościół był kilkakrotnie niszczony. Dwie kaplice boczne rozebrano po 1657 roku, po zniszczeniu przez wojska szwedzkie, od tej pory jest to kościół jednonawowy bez kaplic.. Zamurowane zostały wówczas arkady prowadzące do kaplic bocznych, zostało usunięte gotyckie sklepienie, a ostrołukowe okna zostały zastąpione przez prostokątne. W pierwszej połowie XVIII wieku drewniany klasztor zastąpiono murowanym, na planie prostokąta, łącząc go z kościołem w miejscu rozebranej kaplicy bocznej. Polichromia we wnętrzu została wykonana przez Władysława Drapiewskiego w 1920 roku. Do wyposażenia świątyni należy wiele cennych pamiątek, m.in. barokowy ołtarz główny, Pietà z XVIII stulecia, krucyfiks z XVI stulecia, organy o 7 głosach z XVIII stulecia, barokowa ambona. W podziemiach kościoła są pochowani augustianie.

## Konwent ciechanowski
Augustianie zostali sprowadzeni do Ciechanowa w 1358 roku i znacznie przyczynili się do rozwoju miasta. Prowadzili szkołę, która rywalizowała z łomżyńską i pułtuską. Upadek życia zakonnego nastąpił w okresie reformacji. Wówczas w klasztorze pozostawał jeden ojciec, ale we wszystkich polskich klasztorach augustianów, w tym czasie, było zaledwie dziesięciu ojców. Od XVII wieku następuje odbudowa pozycji naukowej i duszpasterskiej augustianów ciechanowskich. Jednak nadal pojawiają się problemy z dyscypliną a Konwent ciechanowski podczas wizytacji generalnej zostaje zaliczony do konwentów o łagodnej obserwie. Kres historii augustianów w Ciechanowie położyła kasata po powstaniu styczniowym w 1864 roku. Odtąd kościół należał do parafii farnej św. Józefa w Ciechanowie. Odprawiane były w nim msze święte dla młodzieży. W 1977 roku przy kościele została utworzona parafia św. Tekli.

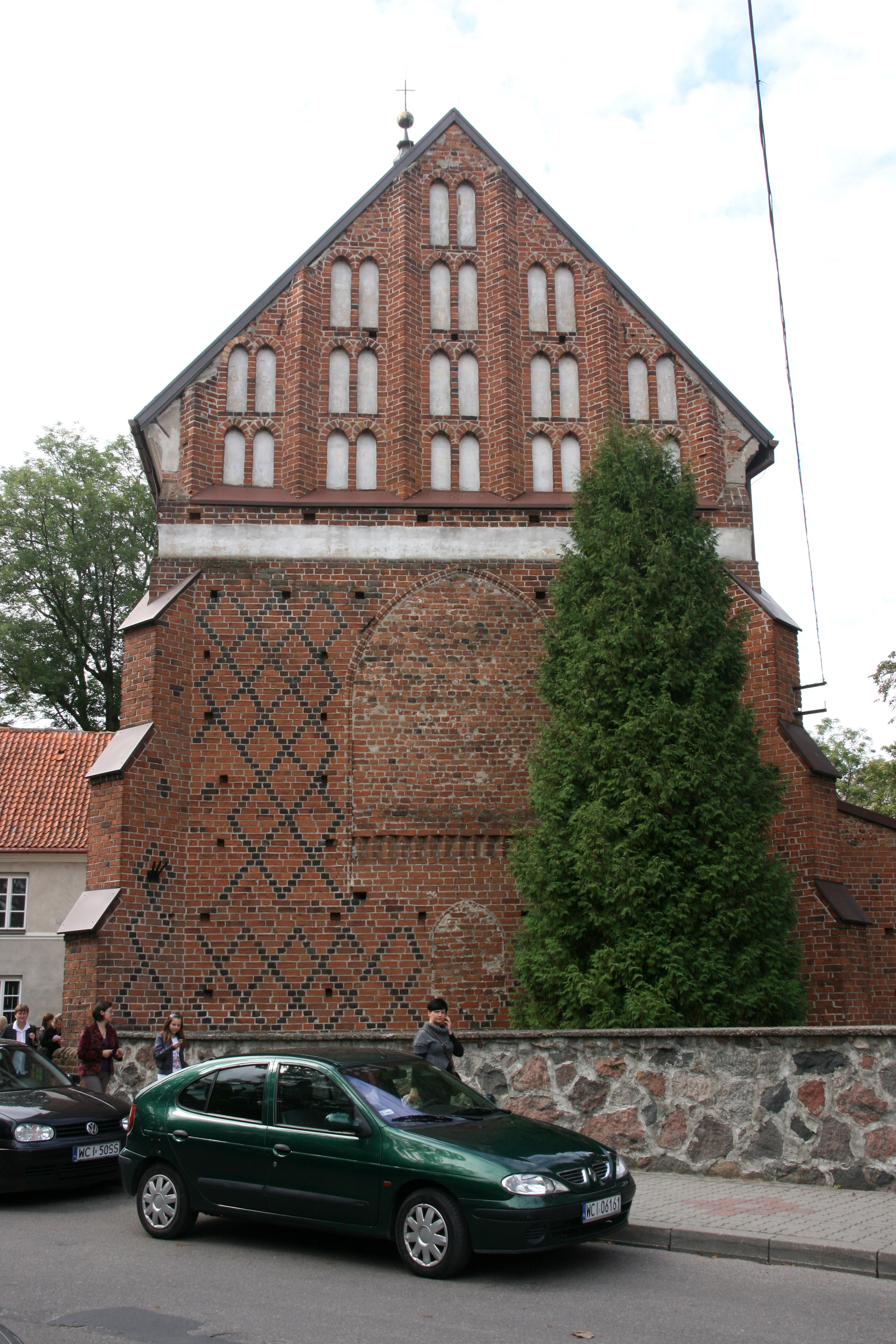
Szczyt gotycki
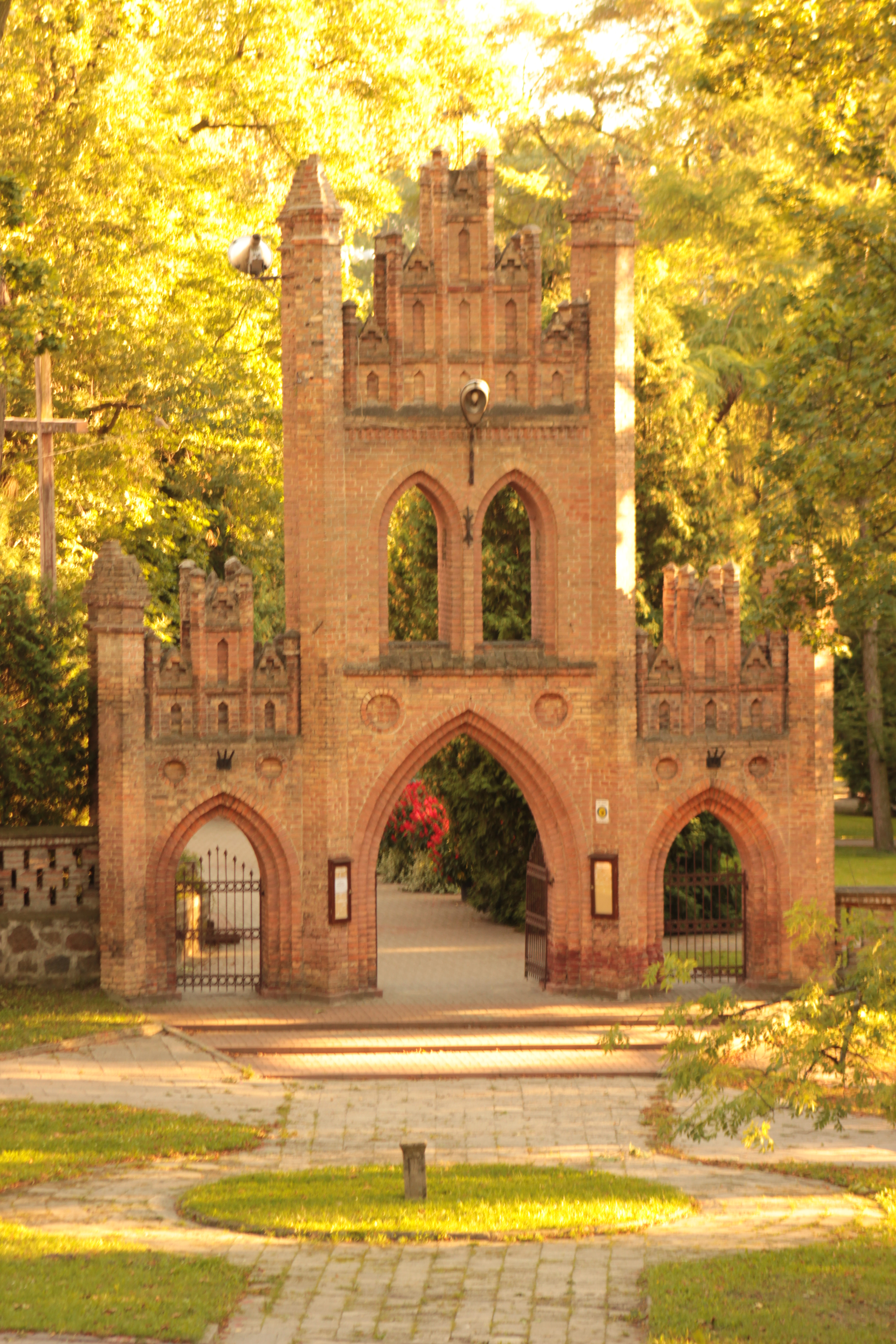
Brama - dzwonnica przed kościołem
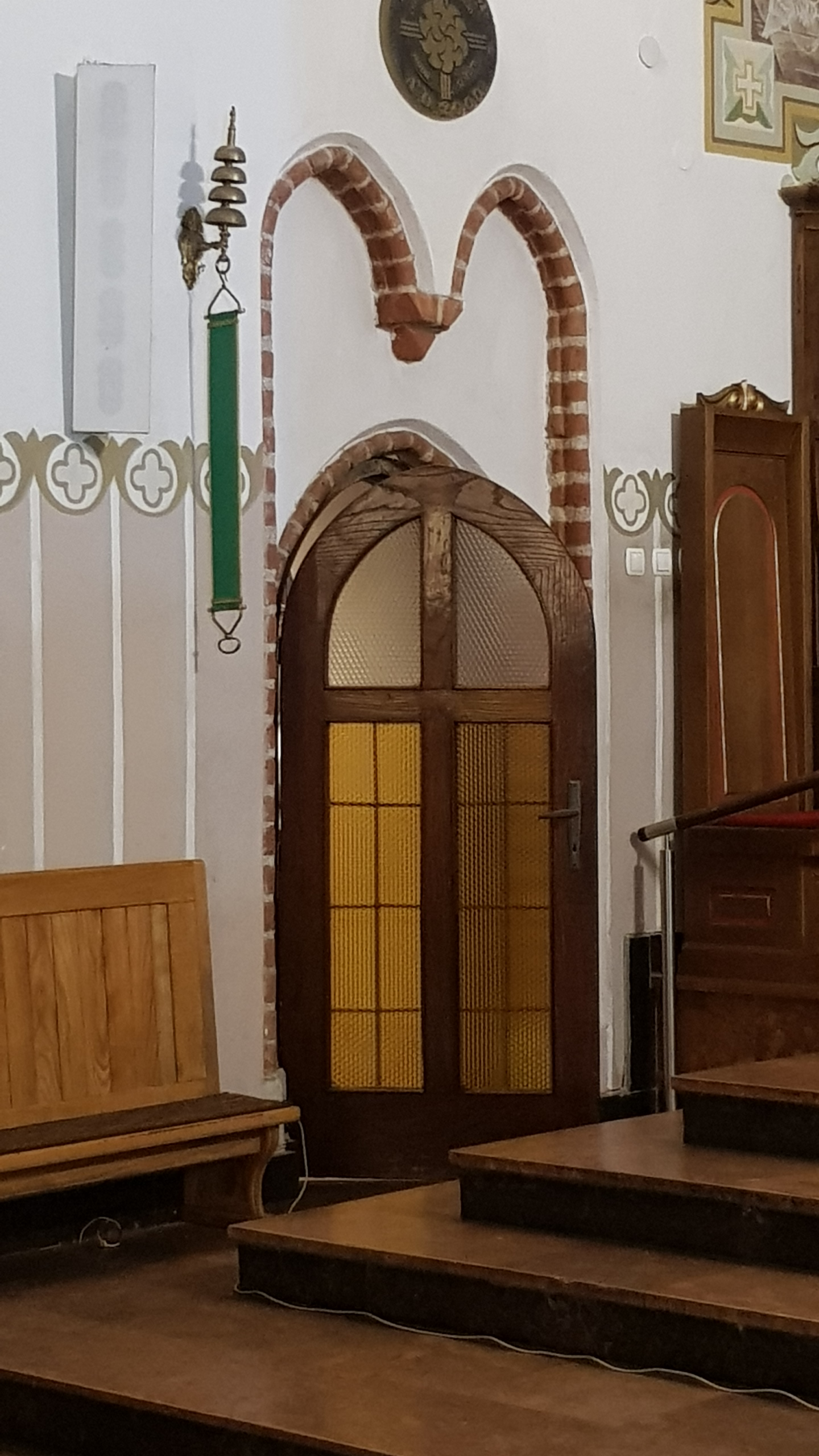
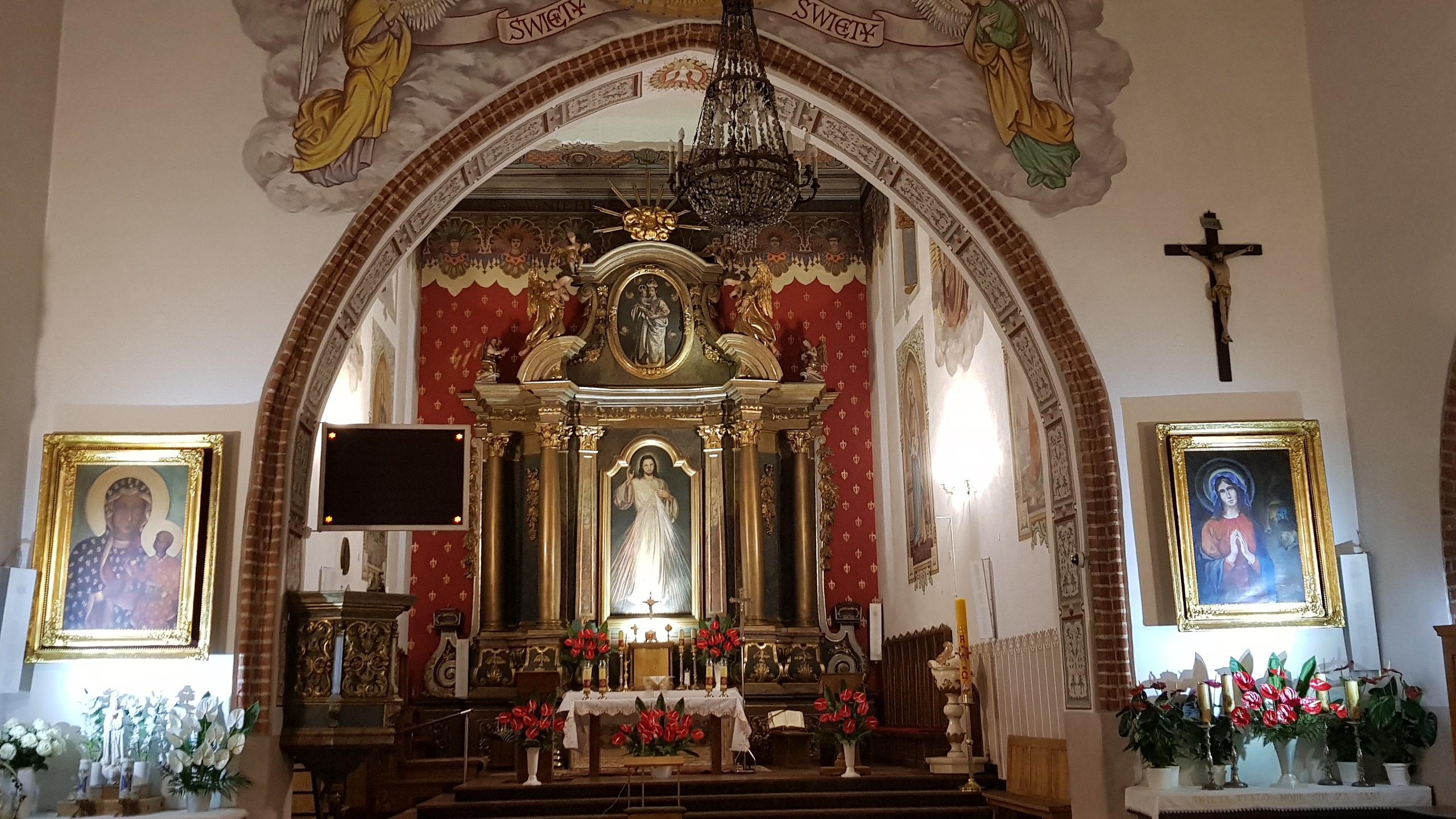
Ołtarz główny
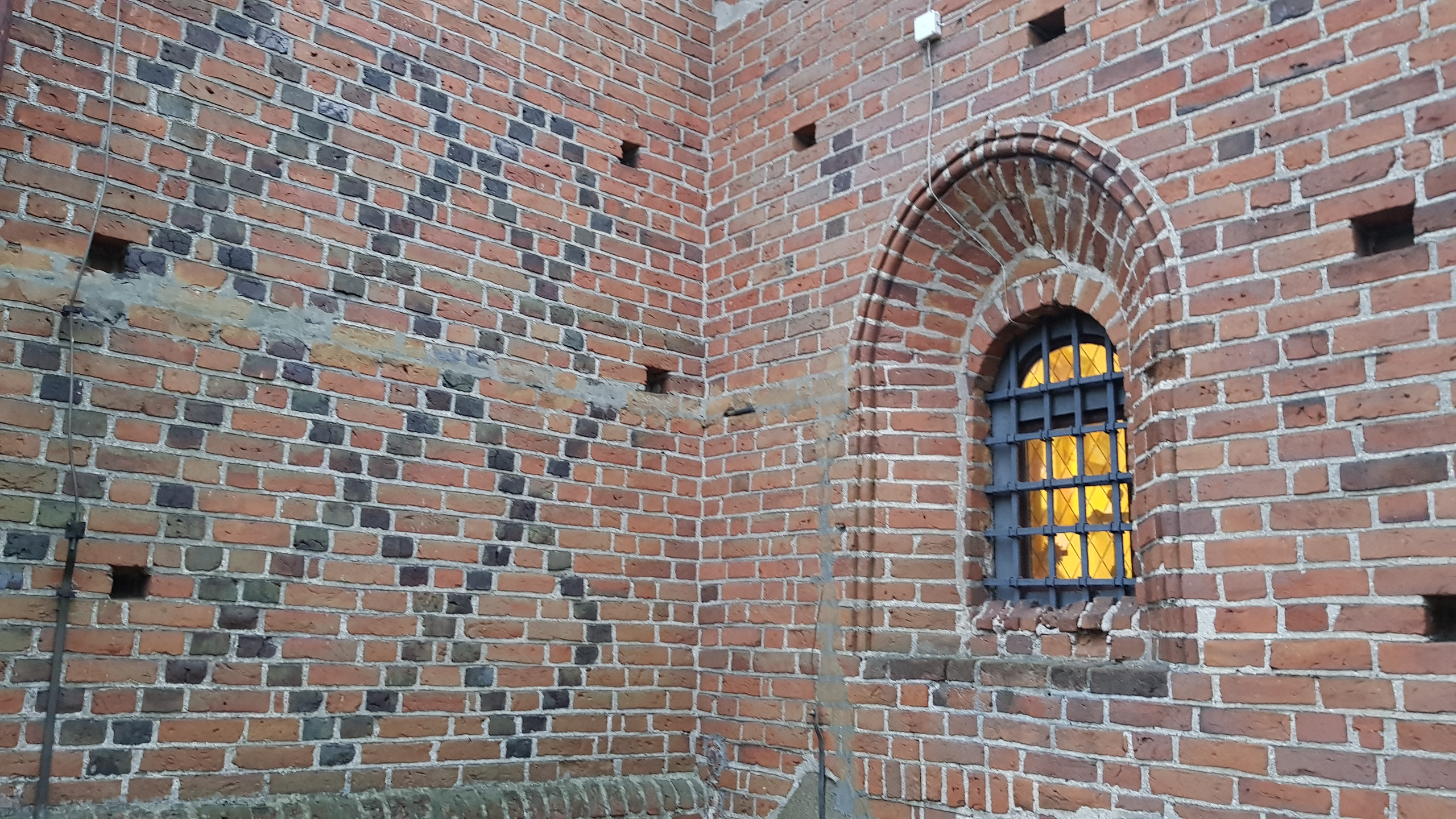
Gotycka zendrówka i okno